# Heinrich Gottlieb Petsch-Goll
Heinrich Gottlieb Petsch-Goll (* 1. Dezember 1780 in Frankfurt am Main; † 17. April 1860 ebenda) war ein deutscher Kaufmann und Politiker.
Petsch-Goll lebte in der Freien Stadt Frankfurt als Kaufmann (Firma Johann Goll & Söhne). Das Unternehmen betrieb Münzwechsel und Metallhandel. Von 1819 bis 1822 war er Mitglied der Frankfurter Handelskammer. 1818 gehörte er dem Gesetzgebenden Körper der Freien Stadt Frankfurt an. 1850 wurde er mit dem Ritterkreuz des Ordens vom Zähringer Löwen ausgezeichnet.